# Гамла-Уллеві
«Гамла Уллеві» (швед. Gamla Ullevi) — футбольний стадіон у місті Гетеборг, Швеція, домашня арена ФК «Гетеборг».
Стадіон побудований 2008 року та відкритий у 2009 році на місці колишнього однойменного стадіону, спорудженого 1916 року та демонтованого у 2007 році. Проектна потужність арени становила 17 000 глядачів, однак по ходу будівництва було вирішено збільшити її до 18 416 глядачів. Спочатку планувалося продати право на назву стадіону одній із комерційних компаній, однак після тривалого обговорення було вирішено надати новій арені ім'я колишнього стадіону. Вже після здачі в експлуатацію на стадіоні виявлено проблему, пов'язану із надлишковими вібраціями конструкції. Зокрема, у 2011 році було проведено ряд сейсмологічних експертиз, які допомогли частково вирішити проблему. Спочатку кошторис арени склав 180 млн SEK, однак в результаті доопрацювань у проектуванні конструкції, остаточна вартість споруди склала 350 млн SEK.
Арена названа на честь скандинавського бога Улля, який був лижником та лучником, проганяв зиму та пробуджував весняну землю, а також був покровителем азартних ігор. «Гамла» у назві зі шведської — «старий». Тобто дослівно назва стадіону перекладається як «Старий Улль».
Стадіон є сучасною футбольною ареною, яка відповідає вимогам ліги Аллсвенскан та УЄФА.